# Rondeletia pubescens
Rondeletia pubescens là một loài thực vật có hoa trong họ Thiến thảo. Loài này được Kunth miêu tả khoa học đầu tiên năm 1820.